# Aegleoides paolii
Aegleoides paolii là một loài bướm đêm trong họ Noctuidae.